# Хуаншань (район)
Хуанша́нь (кит. упр. 黄山, пиньинь Huángshān) — район городского подчинения городского округа Хуаншань провинции Аньхой (КНР).территории.

## История
Во времена империи Тан в 745 году здесь был создан уезд Тайпин (太平县).
После образования КНР уезд вошёл в состав Специального района Чичжоу (池州专区). В 1952 году Специальный район Чичжоу был расформирован, и уезд перешёл в состав Специального района Хойчжоу (徽州专区). В 1956 году Специальный район Хойчжоу также был расформирован, и уезд был передан в состав Специального района Уху (芜湖专区).
В апреле 1961 года Специальный район Хойчжоу был воссоздан. В марте 1971 года Специальный район Хойчжоу был переименован в Округ Хойчжоу (徽州地区). В марте 1974 года уезд Тайпин был передан в состав округа Чичжоу (池州地区). В 1980 году округ Чичжоу был расформирован, и уезд Тайпин опять перешёл в состав округа Хойчжоу.
В декабре 1983 года уезд Тайпин был расформирован, а на его территории был образован городской уезд Хуаншань (黄山市).
27 ноября 1987 года решением Госсовета КНР были расформированы округ Хойчжоу, город Туньси и городской уезд Хуаншань, и образован городской округ Хуаншань; бывший городской уезд Хуаншань стал районом городского подчинения Хуаншань.

## Административное деление
Район делится на 1 уличный комитет, 9 посёлков и 5 волостей.